# German (paroisse administrative)
Pour les articles homonymes, voir German.
German est une paroisse administrative du sheading de Glenfaba sur l'île de Man.